# Administrativní dělení Japonska
Japonsko se administrativně dělí na 47 prefektur, z nich šest je dále děleno na podprefektury. Nejnižšími administrativními jednotkami jsou města, městečka a vesnice, přičemž dvacet nejlidnatějších měst vyjma Metropolitního města Tokio jsou města určená nařízením vlády a jsou dělena do městských čtvrtí.

## Historie
Kořeny současného systému prefektur položila někdejší vláda období Meidži v roce 1871. Jejím výnosem zanikly feudální územní celky han (japonsky 藩), které se transformovaly na prefektury, často na stejném území. Před rokem 1871 bylo Japonsko děleno na provincie (japonsky 国, kuni), které se následně členily na okresy (japonsky 郡, gun) s vesnicemi (japonsky 里/郷, sato).

## Regionální uspořádání

Japonské prefektury a regiony

Japonsko je často děleno do regionů, ačkoli ty nejsou oficiálními územními jednotkami. Regionů je nejčastěji udáváno 8, ale lze se setkat i s počtem 10 regionů, kdy jsou uvažovány jednotlivé podregiony regionu Čúbu, a to Hokuriku, Kóšinecu a Tókai. Prefektura Okinawa se většinou řadí pod ostrov Kjúšú, někdy je však brána jako samostatný region.

## Prefekční uspořádání
Současné prefektury mají právní základ v zákoně o místní autonomii, jenž byl přijat v březnu roku 1947 a vstoupil v platnost následujícího měsíce. Zákon dal prefekturám více politické moci a zavedl prefekturní vlády a parlamenty.
Základem je 47 administrativních jednotek nejvyšší úrovně, jež jsou souhrnně nazývány todófuken (japonsky 都道府県):
- 43 prefektur (japonsky 県, ken)
- 1 metropolitní město (japonsky 都, to), kterým je Tokio
- 2 městské prefektury (japonsky 府, fu), kterými jsou Ósaka a Kjóto
- 1 správní okruh (japonsky 道, dó), kterým je Hokkaidó

### Podprefektury a okresy
Prefektury jsou děleny na podprefektury a okresy. Podprefektury (japonsky 道, šičó) jsou samosprávní jednotky, které se zabývají místními problémy pod prefekční úrovní. Definovány byly v roce 1878 a uznány o rok později. Prefektura Hokkaidó má 14 podprefektur, Kagošima dvě podprefektury a Tokio čtyři podprefektury, přesněji čtyři ostrovní administrativní jednotky. Okresy (japonsky 郡, gun) jsou tvořeny městečky a vesnicemi, nikoliv však městy. Mezi lety 1878 a 1921 měly okresy vlastní vládu a fungovaly jako administrování jednotky, přičemž byly na stejné úrovni jako města. Okresní vlády byly zrušeny v roce 1926.

## Obecní uspořádání

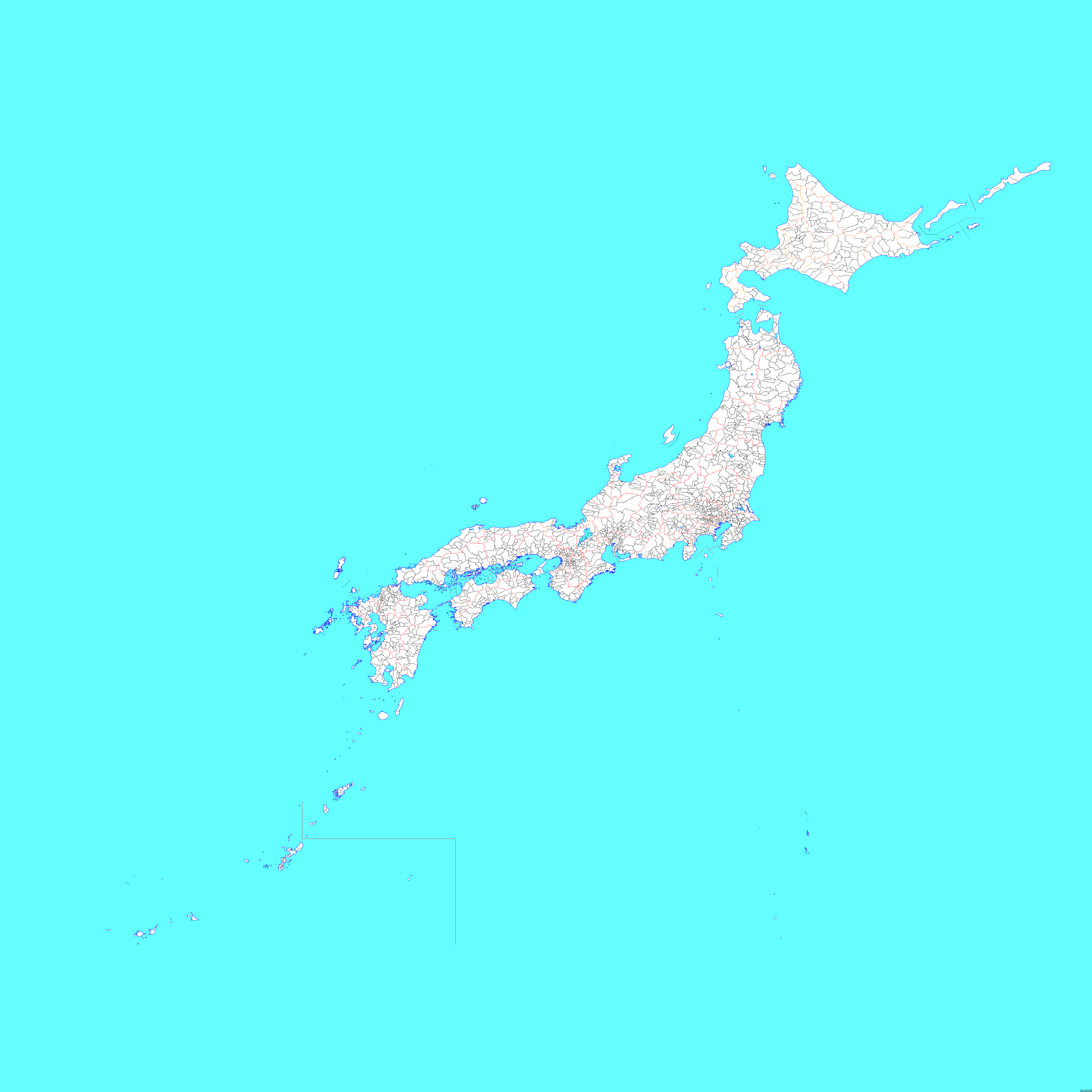
Obecní uspořádání Japonska

Nejnižšími administrativními jednotkami jsou obce, jež jsou kategorizovány do měst, městeček a vesnic. Za obce jsou považovány i speciální městské čtvrtě.
Města mají podobně jako prefektury právní základ v zákoně o místní autonomii. Jsou dělena podle počtu obyvatel na čtyři typy:
- Město určené vládním nařízením (japonsky 政令指定都市, seirei šitei toši), zvaná též jako určená města (japonsky 指定都市, šitei toši) či města určená nařízením (japonsky 政令市, seirei ši), jsou města, která mají více než 500 000 obyvatel. Města jsou dělena do městských čtvrtí.
- Čúkakuši (japonsky 中核市; česky jádrová města) jsou města, která mají více než 300 000 obyvatel a jejich rozloha je větší než 100 čtverečních kilometrů. Vláda může udělit výjimku městům, které mají méně než 300 000 obyvatel, ale více než 200 000.
- Tokureiši (japonsky 特例市; česky speciální města) jsou města, která mají alespoň 200 000 obyvatel.
- Města (japonsky 市, ši) jsou nejnižšími administrativními jednotkami, které mají alespoň 50 000 obyvatel a 60 % domácností se nachází v centru města a 60 % domácností je zaměstnáno v obchodu, průmyslu či jiných sférách města. Města jsou na stejné úrovní jako městečka a vesnice, na rozdíl od nich však nespadají pod okresy.

Městečka (japonsky 町, čó nebo mači) a vesnice (japonsky 村, mura někdy son) jsou nejnižšími administrativními jednotkami a jsou součástí okresů, spadají tak pod prefektury.
Speciální městské čtvrtě (japonsky 特別区, tokubecu-ku) společně tvoří centrální a nejlidnatější část Metropolitního města Tokio. Je jich 23. Leží v oblasti bývalého města Tokio, které bylo v roce 1943 sloučeno s nadřazenou prefekturou. Čtvrtě byly definovány v roce 1947 v zákoně o místní autonomii.

### Městské čtvrtě
Města určená nařízením vlády jsou dělena do městských čtvrtí (japonsky 区, ku), na rozdíl od speciálních městských čtvrtí, jež jsou spravovány podobným způsobem jako města, nejsou administrativními jednotkami.